# Геология Беларуси
Территория Беларуси расположена на западе древней Восточно-Европейской платформы.

## Общие черты
В строении древней платформы выделяют 2 основных яруса — кристаллический фундамент и платформенный чехол.
Кристаллический фундамент сложен архейскими (неманская, аколовская серии), нижнепротерозойскими (житковицкая серия) метаморфическими породами (гнейсы, кристаллическими сланцами, амфиболитами и др.), прорван многочисленными интрузиями гранитов, диоритов, габбро и другими. Глубина его залегания от нескольких десятков метров до 5-6 км, а на юге страны в пределах Украинского щита породы фундамента выходят на поверхность. С породами кристаллического фундамента связаны месторождения железных руд, цветных металлов, редких и рассеянных элементов.
Платформенный чехол сложен из осадочных, вулканогенно-осадочных и вулканогенных пород. Осадочный чехол на территории Беларуси представлен отложениями верхнего протерозоя и фанерозоя. В верхнепротерозойских породах встречаются пресные, минеральные воды, высокоминерализованные рассолы. Отложения палеозоя (песчаники, глины, глинистые породы, карбонатные, сульфатные, галогенные породы) распространены в Оршанской и Брестской впадинах, Припятском прогибе, Белорусской антеклизе. К ним принадлежат месторождения каменных и калийных солей, нефти и газа, горючих сланцев, каменного угля, минеральных вод. Мезозойские отложения (алевролиты, мергели, песчаники, глины, известняки) распространены в Припятском прогибе, Брестской впадине. С ними связаны месторождения мела, бурого угля, фосфоритов. С кайнозойскими породами связаны месторождения бурого угля, нерудных строительных материалов, а также пресной воды.

## Тектонические структуры
По вещественному составу в фундаменте Беларуси выделяются следующие геоструктурные области: 3 гранулитовые (Белорусско-Прибалтийский гранулировый пояс, Брагинский и Витебский гранулитовые массивы), 2 гранитногнейсовые (Центральнобелорусская, или Смолевицко-Дрогичинская, и Восточно-Литовская, или Инчукалнская зоны) и 1 вулканоплутоническая (Осницко-Микашевичский вулканоплутонический пояс).
Белорусско-Прибалтийский гранулитовый пояс — одна из крупнейших структур фундамента западной части Русской плиты, прослежены по аномалиях магнитного и гравитационного полей, тянется широкой полосой от юго-восточной территории Польши через западную часть Беларуси до южной части Эстонии. Длина пояса более 1000 км, ширина 50-150 км. Брагинский гранулитовый массив занимает юго-восточную часть Беларуси и продолжается на смежные территории Украины и России. Его длина около 200 км, ширина до 150 км. Витебский гранулитовый массив находится на северо-востоке страны.
Центральнабеларуская (Смолевицко-Дрогичинская) гранитногнейсовая зона тянется через центральную часть Беларуси в северо-восточном направлении более чем на 600 км от границы Восточно-Европейской и Западно-Европейской платформ до широты Полоцка. Её ширина 60-110 км. Восточно-Литовская (Инчукалнская) гранитногнейсовая зона расположена преимущественно на территории Литвы и Латвии, лишь небольшая её часть заходит на крайний запад Беларуси.
Осницко-Микашевичский вулканоплутонический пояс находится в юго-восточной части страны, тянется параллельно Центральнобелорусской гранитногнейсовой зоне в северо-восточном направлении на расстояние около 600 км от границы с Украиной до границы с Россией.
По глубине залегания кристаллического фундамента на территории Беларуси выделяют положительные структуры (крупнейшая из них— Белорусская антеклиза), 4 структуры с глубиной фундамента, промежуточной между положительной и отрицательными структурами (Латвийская седловина, Полесская седловина, Жлобинская седловина и Брагинско-Лоевская седловина), 3 крупные отрицательные структуры (Припятский прогиб, Подлясско-Брестская впадина и Оршанская впадина). Небольшими участками на территорию страны заходят крупные положительные структуры — Украинский щит и Воронежская антеклиза и отрицательная — Балтийская синеклиза.
Белорусская антеклиза охватывает центральные, западные и северо-западные районы Беларуси, смежные территории Польши, Литвы и Латвии. Размере около 300x220 км. Абсолютные отметки залегания фундамента на большей части антеклизы не превышают −500 м, наиболее приподнято часть имеет отметку 103 м. Платформенный чехол антэклізы маломощный, сложен из позднепротерозойских, раннепалеозойских, девонских, мезозойских и кайназойскіх отложений. От центральной части массива отходят углубленные структуры — Мазурский, Вилейский, Бобруйский, Ивацевичский выступы. На юге антеклиза ограничена сбросом, южнее которого расположена Брестская впадина, которая переходит на территории Польши в Подлясскую впадину
Латвийская седловина соединяет Белорусскую антеклизу с Балтийским щитом, имеет размеры 120x95 км. На территории Беларуси она заходит своей южной частью. Глубина залегания фундамента на белорусской части седловины 0,4—0,6 км. В ее платформовом чехле преобладают девонские и четвертичные (антропогеновые) образования.
Полесская седловина расположена между Припятском прогибом и Подлясско-Брестской впадиной. Ее размеры 120x95 км. Поверхность фундамента залегает на глубинах 0,3—1 км. Чехол седловины сложен из отложений верхнего протерозоя, мезозоя и кайнозоя. Более важное практическое значение имеет структурный нос Полесской седловины — Микашевицко-Житковичский выступ кристаллического фундамента, к которому приурочены месторождения редких металлов, строительного камня и каолина. Выступление заходить далеко в Припятский прогиб. Фундамент перекрыто маломощной толщей осадочных пород мезозоя и кайнозоя (в центральной части), верхнего протерозоя и девона (в краевых частях).
Жлобинская седловина разделяет Припятский прогиб и Оршанскую впадину. Её размеры 110x50 км. Фундамент залегает на глубинах 0,4—0,7 км. В разрезе чехла большую часть занимают верхнепротерозойские и девонские породы; выше залегают юрские и более молодые отложения.
Брагинско-Лоевская седловина находится между Припятским и Днепровско-Донецким прогибами, расположенным на территории Украины. Она вытянута с юго-запада на северо-восток на 100 км при ширине 35 км. Глубина залегания фундамента 0,5—2 км, он перекрыт девонскими, каменноугольными и более молодыми отложениями.
Припятский прогиб расположен на юго-востоке Беларуси. Его размеры 180x130 км. Поверхность фундамента залегает на глубинах 1,5—6 км. В разрезе мощного чехла преобладают девонские и каменноугольные отложения. В западной его части девонские породы залегают на верхнепротерозойсом, в восточной — на кристаллическом фундаменте. Выше отложений каменноугольного возраста залегают породы пермской и всех систем мезозоя и кайнозоя. Прогиб расчлененный глубинными разломами на многочисленные ступени, горсты, грабены, погребенные выступы. По поверхности фундамента в составе прогиба выделяют Припятский грабен и Северо-Припятское плечо, которое примыкает к восточной части грабена.
Подлясско-Брестская впадина находится в юго-западной части Беларуси и соседних районах Польши. Её размеры 140x130 км. В пределах белорусской части поверхность кристаллического фундамента залегает на глубине 0,5—2 км. Чехол сложен преимущественно из пород венду и нижнего палеозоя (кембрий, ордовик, силур).
Оршанская впадина расположена на северо-востоке Беларуси. Ее размеры 250x150 км. Глубина залегания фундамента достигает 1,8 км. В платформовом чехле расширенный рифейские, вендские и девонские образования. Между девонской толщей и четвертичными отложениями, что залегают повсеместно, местами присутствуют маломощные отложения юры и мела. Оршанская впадина состоит из Витебской и Могилевской мульды, разделенных Центральнооршанским горстом. От Могилевской мульды к Белорусской антеклизы простирается Червенский структурный залив.
Балтийская синеклиза расположена преимущественно за пределами Беларуси, только своей южной частью заходит на крайний северо-запад территории страны. В чехле белорусской части синеклизы (мощность до 0,5 км) доминируют отложения кембрию, ордовику, силуру.
Воронежская антеклиза западной частью заходит на юго-восток Беларуси. Здесь есть отложения верхнего протерозоя, девона, мезозоя и кайнозоя общей мощностью 0,5—1 км.

## Строение и история развития кристаллического фундамента
По составу, условиям залегания и происхождения горных пород в кристаллическом фундаменте Беларуси выделяют вещественные комплексы трёх типов: метаморфические стратифицированные, ультраметаморфические и магматические нестратифицированные. Метаморфические стратифицированные комплексы пород возникли при метаморфизме осадочных, вулканогенно-осадочных и вулканогенных пород, которые изначально имели пластоподобное залегание. Они составляют основу стратиграфического расчленения пород фундамента. Среди них выделен рудьмянская толща, щучинская и кулажинская серии (нижний архей), но в то же время, перетоцкая и юровичская толщи (верхний архей — нижний протерозой), околовская и житковицкая серии, белёвская свита (нижний протерозой). К околовской серии примыкает Околовское месторождение железных руд. Ультраметаморфические комплексы пород являются продуктом преобразования метаморфических пород в условиях повышения температуры и притока флюидов, чем обусловлено их частичное плавление. Магматические комплексы пород образовались в результате кристаллизации магматических расплавов на глубине в виде интрузивных тел, которые прерывают породы метаморфических и ультраметаморфических комплексов.
На протяжении архея (начало — более 3,9 млрд лет назад) на месте линейной зоны растяжения и интенсивного базальтового магматизма, примыкающей преимущественно к Белорусско-Прибалтийскому гранулитовому поясу, происходило наслоение базитовых, вулканогенно-и терригенно осадочных толщ, подвергшихся складковости, региональному гранулитовому метаморфизму, эндербитизации и чарнокитизации. Сформировался чарнокит-гранулитовый мегакомплекс пород. Локально проявился гранитоидный магматизм. В результате протоокеаническая земная кора была преобразована в кору переходного типа с маломощным и невыдержанным гранитным слоем. В позднем архее — раннем протерозое (около 2,5 млрд лет. назад), на складковом гранулито-гнейсовом фундаменте начали развиваться большие прогибы, крупнейшим из которых был Центральнобелорусский (в дальнейшем Центральнобелорусская гранитогнейсовая зона). В этих прогибах наслаивались мощные эффузивно-осадочные и флишоидные толщи, типичные для переходной стадии развития земной коры. Они подверглись складкообразованию и региональному метаморфизму. 3 этими процессами связано расширенное гранитообразование. В результате сформирован гранитогнейсовый мегакомплекс, а земная кора переходного типа превратилась в континентальную с повсеместно развитым гранитным слоем. Во второй половине раннего пратэразою (1,9—1,65 млрд лет назад) в результате неоднократного чередования сжатия и растяжения земной коры и соответствующего изменения гранитоидного магматизма базальтовым был образован вулканоплутонический мегакомплекс пород с преобладанием гранитоидов, который развит в пределах Осницко-Микашевичского вулканоплутонического пояса.

## Строение и история развития платформенного чехла
В позднем протерозое начал формироваться чехол платформы. Первые его образования, примыкающие к отдельным понижениям фундамента, датируются ранним рифеем (начало — около 1,65 млрд лет назад). Это вулканогенные породы и сильно изменённые катагенезом кварцевые песчаники, которые залегают преимущественно в юго-восточной части Беларуси. Позже на отдельных участках Бобруйского погребенного выступа, Полесской седловины и Припятского прогиба в условиях субаридного климата каменистой пустыне наслаивались эоловые пески, позже преобразованы в песчаники. В среднем рифее (начало — около 1,35 млрд лет назад) произошло образование Волыно-Оршанского прогиба, который широкой полосой пересек всю территорию Беларуси с юго-запада на северо-восток. До прогиба был приурочен внутриконтинентальный мелководный морской бассейн, в котором наслоились красноцветные средне-, мелко — и тонкообломковые насадки мощностью более 400 м. На юго-востоке и на северо-западе от бассейна осадконакопление располагались области сноса обломочного материала. До конца среднего — начала позднего рифея (около 1 млрд лет назад) осадконакопление продолжалось только в северо-восточной части Волыно-Оршанского палеопрогиба. Территория к югу от линии Слуцк—Старобин—Жлобин стало сушей. На протяжении позднего рыфею в центральной и восточной частях Беларуси (Оршанская впадина) осадконакопление происходило в небольшом мелководном бассейне с нормально морской или несколько повышенной солености водой. Образовывались теригенно, теригенно-карбонатные и карбонатные отложения, в т.л. первые органогенные образования — водорослевые доломиты. До конца рифея вся территория Беларуси стала сушей.
В раннем вендзе (начало — около 650 млн т. назад) большая часть территории Беларуси была охвачена покровным оледенением, во время которого образовался мощный комплекс ледниковых, патокава-ледниковых и озерно-ледниковых отложений. Наиболее мощные толщи (более 300 м) ледниковой формации установлены на юге Оршанской впадины и на северном склоне Жлобинской седловины. В разрезах периодически чередуются горизонты тиллитов (древних морен), патоково-ледниковых песчаных пород и озерно-ледниковых слоистых глин, что свидетельствует о нескольких фазах оледенения.
В начале позднего венда (около 620 млн лет назад) территория Беларуси представляла собой пересеченную равнинную сушу, на которой формировались маломощные пралювиально-аллювиальные комплексы крупно — и грубозернистых красноцветных песчаных отложений. Такие комплексы установлены на территории Подлясско-Брестской впадины и Полесской седловины. Поздний венд отмечен активным вулканизмом, главным местом его действия была Подлясско-Брестская впадина, где сформировалась трапповое плато, образованное покрывалами базальтов, диабазов, лавобрекчий с прослоями туфов и туфитов (мощность до 300 м). Вулканические извержения происходили в континентальных и морских условиях. Вулканокластический материал был очень расширен. Значительные толщи туфов, туфитов, туфогенных осадочных пород, продуктов вулканических грязевых потоков осаждались на тэрsnjhsb Полесской седловины, Оршанской впадины, Белорусской антеклизы, северо-запада Припятского прогиба. После окончания вулканической активности фрагментарный вулканический материал в результате размыва траппового плато еще долго поступал на территорию Подлясско-Брестской впадины, Полесской седловины, Оршанской впадины и северо-восточные склоны Белорусской антеклизы, где в морских условиях происходило образование песчано-алеврито-глинистых осадков.
В кембрийский период палеозойской эры (начало — около 570 млн лет назад) неглубокие морские бассейны, где осаждались песчано-глинистые насадки, были в Подлясско-Брестской впадине (мощность отложений до 436 м.) и на крайнем северо-Беларуси (склоны Белорусской антеклизы и Балтийской синеклизы, отложения мощностью до 150 м). Эти же мелководные бассейны хранились и в ордовикский (начало — около 500 млн лет назад) и силурийский (начало — около 440 млн лет назад) периоды. Но в это время здесь намнажаліся исключительно карбонатные отложения (известняки, мергели, реже доломиты). Мощность ордовикских образований на северо-западе страны более 150 м, на юго-западе — до 40 м, силурийских соответственно до 65 м и 650 м.
В девонский период (начало — около 410 млн лет назад) толщи разнообразных горных пород образовались на большей части территории Беларуси. В Подлясско-Брестской впадине их мощность 10-100 м, в Оршанской впадине до 450 м, в Припятском прогибе до 4500 м. В начале раннедевонскай эпохи (лохкавский век) осадкообразование происходило только в Подлясско-Брестской впадине, где сформировались морские карбонатные отложения в условиях, благоприятных для существования бентоса (мшанки, брахиоподы, кринаидеи) и водорослей. В конце лохкавского века море полностью отошло с территории Беларуси. В эмсский век раннедевонскай эпохи Оршанская впадина, Латвийская и Жлобинская седловины, восточные склоны Белорусской антеклизы, отдельные участки Припятского прогиба были занят мелководным морем, где образовывались песчаники, гравелиты, мергели, известняки, доломиты, в т.л. водорослевые и аолитовые . Их современная мощность более 20 м. Море среднедевонской эпохи имела те же границы, что и в раннем девоне, а в эйвельский период оно полностью заливало Припятский прогиб. Соленость воды в нем менялась от несколько пониженной (аккумулировались песчаные отложения) до очень высокой (образовывались слои гипса, ангидрита, на отдельных участках Припятского прогиба — каменной соли). В местах с нормальной солёностью морской воды образовывались карбонатные и глинисто-карбонатные породы с остатками фауны. Мощность эйфельских отложений от 10 м на склонах Белорусской антеклизы до 100 м в Оршанской впадине и Припятском прогибе. В живецкий век среднего девона море несколько отступило с восточных склонов Белорусской антеклизы, остальные контуры сохранились. Море было мелководным; в первой половине века в нем образовывались преимущественно песчано-алевритовые отложения, во второй — глинисто-карбонатные. Мощность живецкой толще достигает 185 м. В начале и середине франского возраста позднедевонской эпохи на северо-и юго-востоке Беларуси в мелководных морских условиях осаждались в начале песчано-глинистые, потом карбонатные насадки, иногда — сульфатный материал. На определенных отрезках времени создавались условия, благоприятные для жизни строматопороидей, кораллов, и формировались органогенные постройки (рифы). В конце франского возраста на В страны сформировались две зоны (северная и южная), которые развивались до конца девона. Северная зона (восточные и юго-восточные районы Оршанской впадины) охватывала небольшую площадь, занятую мелководным морским бассейном, где в тектонически спокойных условиях образовались маломощные карбонатные и карбонатно-глинистые отложения. В южной зоне в это время формировалась тектонически активная структура — Припятский прогиб (рифтовый грабен), к которому приурочен главные полезные ископаемые Беларуси — каменная соль, калийная соль, нефть, бурый уголь, горючие сланцы, промышленные рассолы и др. За период с конца франского возраста по фоменский век позднего девона включительно в Припятском прогибе сформировались верхняя часть подсолевой карбонатной толще, нижняя соленосная, межсолевая, верхняя соленосная и надсолевая толща, а также связанная с ними щелочно-ультраосновная — щелочно-базальтоидная вулканогенная фармация. Это время характеризовался: наибольшим проявлением магматизма и галогенеза; максимальными мощностями отложений (3000-3500 м) в связи с очень высокими темпами погружения территории (до 780 м/млн. лет); формированием высокоамплитудных (сотни метров) разломов; образованием сложной пликативно-блочной структуры; широким проявлением процессов соляной тектоники. Породы, что образовались в этот период, весьма разнообразны: песчаники, алевраиты, глины, аргилиты, известняки, доломиты, мергели, ангидриты, гипсы, каменная соль, сильвинит, карналлит, горючие сланцы. Позднедевонский вулканизм привел к образованию в восточной части Припятского прогиба и на Жлобинской седловине слоев туфов, эффузивных и субвулканических пород и трубок взрыва. В конце фаменского века завершилось формирование Припятского прогиба как рифтовой структуры.
После перерывов в осадкообразовании на границе девона и каменноугольного периода (начало — около 350 млн лет назад) на территории Беларуси в начале турнейского возраста раннекаменноугольной эпохи образование дымка восстановилась (в Припятском прогибе — до 1000 м, на Брагинско-Лоевской седловине и Волынской моноклинали). В каменноугольный период в условиях жаркого и влажного климата отмечались многократные изменения морских, прибрежно-морских, лагунно-пресноводных и континентальных палеогеографической обстановки. В это время образовались пески, песчаники, известняки, глины, в т..л. каолиновые отложения пермского периода (начало — около 285 млн лет назад) известный на территории Припятского прогиба, Брагинско-Лоевской седловины, Подлясско-Брестской впадины и южных склонах Балтийской синеклизы. В условиях сухого и жаркого климата в морских и континентальных обстоятельствах шло образование преимущественно терригенных отложений (пески, глины); периодически формировались прослои и гнезда гипса и ангидрита. В раннепермскую эпоху в центральной части Припятского прогиба образовалась мощная (до 760 м.) соленосная толща, в которой представлены каменная соль, сильвинит, кизерит и бишофит.
Отложения триасового периода (начало — около 230 млн лет назад) расширен на юго-востоке Беларуси (Припятский прогиб, Брагинско-Лоевская седловина) и на юго-западе (Подлясско-Брестская впадина). Седиментация происходила в пресноводных водоемах, где образовались красно- и стракатоцветные теригенные отложения (пески, алевролиты, конгломераты, глины). Их мощность на юго-востоке достигает 300—500 м, иногда 700—1000 м, на юго-западе — 8-50 м.
На протяжении большей части позднего триаса и всей раннеюрской эпохи (начало — около 195 млн лет назад) территория Беларуси была сушей и подвергалась размыву. В среднеюрскую эпоху осадкообразование возобновилась. Отложения юрской системы (максимальная мощность сотни метров) залегают в Припятском прогибе, на Брагинско-Лоевской и Жлобинской седловинах, в южной части Оршанской впадины, в Подлясско-Брестской впадине и на Белорусской антэклізе. В средне — и позднеюрскую эпохи часто чередовались фазы отступания и наступания моря; постепенно сильно опреснённый бассейн путем осадкообразования превратился в типичный морской. В юрский период образовались глины, алевролиты и пески с прослоями бурого угля, известняки, мергели.
Меловой период (начало — около 137 млн лет назад) — время многократных морских трансгрессий с запада и востока. Отложения меловой системы (мощность до 336 м.) расширены по всей южной половине Беларуси. В раннемеловую эпоху осаждались преимущественно теригенные осадки (пески, в том числе с глауконитовымм и фосфоритовыми желваками, глины, алевриты); в позднемеловую — исключительно писчий мел и мергельно-меловые породы с конкрециям и желвачками кремня. Во второй половине коньякского периода позднего мела на крайнем востоке Беларуси образовались слои трэпелаў и апок.
В отложениях палеогена (начало — около 67 млн лет назад), распространённых пределах южной половины Беларуси, преобладают тэрыгенныя насадки: кварцево-главканитовые пески, алевриты с галькой фосфоритов и кремня. Их мощность достигает 220 м. На протяжении палеоценовой и эоценовой эпох осадкообразование происходило в морских условиях. Климат в палеогене был теплый и влажный. Периодически возникали условия, благоприятные для жизни организмов с кремниевыми скелетами, в результате чего формировались опоки, опокоподобные глины, алевриты. В первой половине олигоценовой эпохи морской бассейн начал мелеть, сокращаться, а в конце раннего — начала позднего олигоцена море навсегда покинуло территорию Беларуси. В позднем олигоцене отложения осаждались в долинах рек, озерах, котловинах, связанных с карстованием писчего мела и солевых отложений в сводах соляных куполов. В закрытых заболоченных озерных котловинах и впадинах образовались буроугольные залежи.
В неогеновый период (начало — около 25 млн лет назад) в южной части Беларуси, которая представляла собой низменную аллювиальную равнину с заболоченными плоскими (плакорными) водоразделами, продолжалась континентальное осадкообразование (пески, алевриты, глины, в том числе мантмарилонитовые, торфяники). Процессы торфообразования способствовали формированию буроугольных месторождений на западе Припятского прогиба. Мощность неогеновые отложений местами превышает 100 м. Климат на протяжении большей части неогена был теплый и влажный, в конце периода началось похолодание, уменьшилось количество атмосферных осадков; климат стал похож на современный.
Четвертичный (антропогеновый) период (начало — около 1,65 млн лет назад) на территории Беларуси разделяют на 3 этапа: предледниковый, ледниковый и послеледниковый. Первые 2 соответствуют плейстоценовой эпохе, последний — голоценовой. Мощность отложений четвертичного периода достигает 300 м.
В предледниковый этап плейстоценовой эпохи в Скандинавии возникли ледниковые покровы. Они не достигали территории Беларуси, но влияли на климат и обусловили чередование фаз потепления и похолодания. Ледниковый этап плейстоцена отмечался чередованием оледенений и межледниковых периодов. В Беларуси выделяют 6 ледниковых и 5 межледниковых периодов. Движение покровных ледников сильно менял рельеф территории. Возникали длительные (десятки километров) лощины ледникового образования и размыва. Аккумуляция морен при таянии ледников создавала новые формы рельефа.
Четвертичная толща почти наполовину составлена из моренных отложений. Массы подвижного льда часто срывали и переносили на разные расстояния большие массивы коренных пород, т.наз. адорвени. Про геологическую «силу» ледников свидетельствуют валуны и глыбы кристаллических и прочных осадочных пород, принесенные на ледниками со Скандинавии. При таянии ледников возникали водные потоки, которые несли рыхлый обломковый материал (песок, реже гравий и гальку). Этот флювиоглянциальный материал откладывался на поверхности ледников, в их толще или возле краев. Иногда водные потоки встречали на своем пути препятствия в виде моренных образований (краевые ледниковые гряды, озы, жрумлины и др.). Возникали озера, в которых образовывались озёрно-ледниковые (лимноглянциальные) отложения, преимущественно полосовые глины (чередование тонких песчаных и глинистых слоев). Около края ледника формировались эоловые холмы, гряды, дюны, образовывались в толще долей. Во время межледниковых периодов, когда ледники полностью отступали, осадкообразование концентрировалось в долинах рек, многочисленных озерных и болотных котловинах. Образовывались пески, глины, сапропели, мергели, торф, гиции.
Последнее (поозёрское) оледенение покинуло территорию Беларуси около 15 тыс. лет назад. Ещё несколько тысячелетий продолжался холодный послеледниковый период и около 10 тыс. лет назад начался голоценовый (современный) период, во время которого образовалась толща рыхлых осадочных аллювиальных, озёрных, болотных и других отложений мощностью до 20-25 м.
Последние века голоценового этапа отличаются активным влиянием антропогенного фактора. С развитием цивилизации это влияние становится все более значимым и приобретает характер расширенного геологического фактора. Разнообразные современные геологические процессы провоцируются добычей полезных ископаемых, промышленном, жилищном, мелиоративном и гидротехническом строительством, сведением лесов, складированием и захоронением промышленных отходов, загрязнением атмосферы парниковыми газами и другими формами влияния человека на природную среду.

## Гидрогеология
На территории Беларуси известны следующие артезианские бассейны: Прибалтийский, Оршанский, Подлясско-Брестский (Брестский) и Припятский, областью питания для которых является центральная часть Белорусской антеклизы.